# Gala (rei da Numídia)
Gala ou Gaia foi um rei da Numídia que reinou até 207 a.C., ano da sua morte.
Foi o pai de Massinissa, e entregou a seu filho, então com dezessete anos, o comando de um exército, que derrotou o exército de Sífax duas vezes.
Gala conquistou dos cartagineses um território, que foi motivo de disputa diplomática entre Massinissa e os cartagineses. Depois de conquistado por Gala, o território foi tomado por Sífax, que o deu de presente a seu sogro, Asdrúbal; mas depois disto Massinissa reconquistou-o aos cartagineses.
Gala morreu quando Massinissa estava lutando na Península Ibérica, e o trono, de acordo com o costume dos númidas, passou para seu irmão Oezalces, um homem de idade avançada; com a morte deste, logo depois o trono passou para seu filho mais velho, Capussa. O trono foi disputado por um certo Mazetulo, que tinha sangue real e pertencia a uma família que sempre fora inimiga da família reinante. Capussa foi derrotado e morto, junto com seus seguidores, e Mazetulo instalou como rei o menino Lacumazes, filho mais novo de Oezalces, e se colocou como seu protetor. Mazetulo, pretendendo se aliar a Cartago, casou-se com uma sobrinha de Aníbal, que era viúva de Oezalces, enviou mensageiros a Sífax, e se preparou para a luta contra Massinissa.